# Johannes Weißenborn
Johannes Weißenborn (* 19. Januar 1878 in Hohenstein oder in Ernstthal; † 3. Mai 1937 in Bremen) war ein deutscher Völkerkundler und Museumsbeamter.

## Biografie
Weißenborn war der Sohn eines Pfarrers. Er absolvierte ein Gymnasium in Dresden und studierte Theologie, dann Geografie und Völkerkunde an der Universität Leipzig. Während seines Studiums wurde er 1899 Mitglied der Leipziger Universitäts-Sängerschaft zu St. Pauli. 1903 promovierte er über ethnologische Themen zum Dr. phil. 1904 wurde er Assistent in der ethnografischen und prähistorischen Abteilung des Städtischen Museums für Natur-, Völker- und Handelskunde (heute: Überseemuseum) in Bremen. 1920 wurde er Abteilungsvorsteher des Museums. Er gestaltete die ethnologische Sammlung und leitete auch das Aquarium sowie das Terrarium des Museums. Seit 1916 war er im Vorstand der Geographischen Gesellschaft. Musisch begabt vertrat er im Ersten Weltkrieg den Organisten der Kirche Unser Lieben Frauen, erteilte Musikunterricht und schrieb Musikkritiken. In der Museumsarbeit stand er im Schatten von Museumsdirektor Hugo Schauinsland und als dieser von den Nationalsozialisten abgelöst wurde, durfte er als Freimaurer nicht seine Nachfolge antreten.